# Himation
Himation var hos oldtidens grækere
betegnelsen for overklædningen, der som en løs
kappe blev båret over chitonen og var ens for
begge køn. Den bestod af et temmelig stort,
aflangt firkantet stykke tøj, der i den ældste tid
blev båret som en slags sjal, idet det
væsentlig dækkede ryggen, medens snipperne kastedes frem over
skuldrene og hang løst ned foran legemet (jf. chlamys).
Kvinderne drog ofte overklædningen helt op over baghovedet.
I tiden før perserkrigene forandres i
væsentlig grad den måde, hvorpå
kappen bæres, og i den klassiske tid anlægger
manden himation således, at det ene hjørne
bagfra lægges over venstre skulder og
dér fastholdes af venstre hånd,
medens højre hånd fører tøjet over
ryggen og derefter over eller under højre arm;
endelig kastes et hjørne tilbage over
venstre skulder eller venstre arm. 
Der fremkom herved ejendommelige foldekast, hvis rette fald
yderligere fremmedes ved små metalvægte syet ind i hjørnerne.
God tone krævede, at man i det offentlige liv og i det hele taget
uden for huset ikke færdedes uden himation, der
helst skulle bæres så begge arme var
dækkede og knæene skjulte.
I Sparta bar man dog en kortere kappe.
Den dannede mand kendtes på den smag, hvormed
han bar sin himation. Unge mennesker
(efeber) og ryttere bar som
overklædning sædvanligvis den lettere chlamys. 
Kvindernes himation var væsentlig kun i stof- og farvevalg forskellig fra
mændenes, men måden den blev båret på
varieredes stærkt, oftest sådan at hele
hovedet (undtagen ansigtet) var dækket af den. 
Klassisk tid
Himation var i den klassiske tid altid af uld, dog at
man til sommer- og vinterbrug havde den af
lettere eller sværere stoffer. Farven var oftest
hvid. Tidligt vandt dog brogede farver indpas navnlig hos
kvinderne, især den blålige purpurfarve.
Indvævede og broderede prydelser blev ret almindelige, 
og ofte var himation udstyret med en broget bort.